# Zeledonia (vogel)
Zeledonia (Zeledonia coronata) is een zangvogel uit de onderorde Oscines en de familie Zeledoniidae.

## Kenmerken
De vogel is 12 cm lang en weegt gemiddeld 21 g; hij heeft een kort staartje, ronde vleugels en vrij lange poten. De vogel is vernoemd naar  José Castulo Zeledón, een Costa Ricaanse ornitholoog.

## Verspreiding en leefgebied
De soort leeft in Costa Rica en het westen van Panama.

## Taxonomie
Het is een vogelsoort die moeilijk plaatsbaar is in de fylogenie van zangvogels. Aanvankelijk dacht men dat deze vogel verwant was aan de winterkoningen (Troglodytidae) of de lijsters (Turdidae), vandaar de Engelse naam wrenthrush. Op grond van fylogenetisch onderzoek stelden Barker et al (2013) voor deze soort te plaatsen in een eigen familie Zeledoniidae.